# Pachypus demoflysi
Pachypus demoflysi är en skalbaggsart som beskrevs av Joseph Henri Adelson Normand 1936.
Pachypus demoflysi ingår i släktet Pachypus och familjen Pachypodidae. Inga underarter finns listade i Catalogue of Life.